# Unión General de la Juventud Neerlandesa
La Unión General de la Juventud Neerlandesa (en neerlandés: Algemeen Nederlands Jeugd Verbond, ANJV) fue un movimiento político juvenil de los Países Bajos vinculada con el Partido Comunista de los Países Bajos (CPN).
El órgano de prensa de la ANJV era la revista Jeugd (Juventud).
La ANJV era miembro de la Federación Mundial de la Juventud Democrática.

## Historia
La ANJV fue fundada el 15 de junio de 1945 en Ámsterdam. Algunos destacados miembros de CPN como Marcus Bakker, Henk Hoekstra o Joop Wolff fueron antes dirigentes de la ANJV. 
La organización perdió su financiación debido a que no se convirtió en parte de DWARS, la organización juvenil de Izquierda Verde,por lo que finalmente fue disuelta en 2005 después de 60 años.
- Datos: Q1900732
- Multimedia: Algemeen Nederlands Jeugd Verbond / Q1900732